# Alberto Oreamuno Flores
Alberto Oreamuno Flores (Cartago, 1905-1980) fue un médico y político costarricense, primer vicepresidente primero de Costa Rica de la Segunda República.

## Biografía
Nació en la Cartago, el año de 1905, hijo de Nicolás Oreamuno Ortiz y Adelia Flores Camacho. Su padre fue Ministro de Estado, presidente de la Corte Centroamericana de Justicia y presidente de la Corte Suprema de Justicia de Costa Rica, su hermano José Rafael Oreamuno Flores fue embajador de Costa Rica en los Estados Unidos.
Curso estudios en el Instituto Nacional de Honduras, en el Liceo de Costa Rica y en el Liceo Lafayette de Weston, Pensilvania, Estados Unidos. Pasó luego al Colegio Médico Jefferson en la Universidad de Pensilvania donde se graduó con honores en 1929 obteniendo la medalla terapéutica por el mejor examen entre 122 estudiantes, realizó su internado en el Hospital Frankford de la misma ciudad.
Regresa a Costa Rica en 1930 donde trabajó como médico de la United Fruit Company, luego subdirector del Hospital del Limón, del Hospital Almirante y de la Clínica Bíblica, también laboró en el Hospital Armoides de Panamá, el Hospital Piera de Honduras y el Hospital San Juan de Dios de Costa Rica. Fue también regidor del Concejo Municipal de Limón y diputado, para luego ejercer como vicepresidente de Costa Rica en la administración de Otilio Ulate Blanco. También fue profesor en la Facultad de Medicina de Honduras.

## Fallecimiento
Falleció el año de 1980.